# Banksinoma longisetosa
Banksinoma longisetosa är en kvalsterart som beskrevs av Bayartogtokh och Aoki 1998. Banksinoma longisetosa ingår i släktet Banksinoma och familjen Thyrisomidae. Inga underarter finns listade.